# Achatinella apexfulva
Achatinella apexfulva е вид коремоного от семейство Achatinellidae. Видът е изчезнал.

## Разпространение
Видът е разпространен в САЩ (Хавайски острови).